# Michalina Radziwiłł
Michalina Radziwiłł herbu Trąby, po mężu Rzyszczewska, (ur. 10 kwietnia 1816 w Warszawie, zm. 29 czerwca 1883 w Turynie) – hrabina, fundatorka pałacu w Żółwinie.

## Życiorys
Michalina urodziła się w Warszawie. Jej ojcem był Michał Gedeon Radziwiłł, książę, generał wojsk polskich, uczestnik insurekcji kościuszkowskiej, wojen napoleońskich, Naczelny Wódz w powstaniu listopadowym, a matką Aleksandra, z domu Stecka herbu Radwan. Miała dwóch braci, Karola Andrzeja i Zygmunta. Często odwiedzała swoich kuzynów w Berlinie, gdzie nauczyła się płynnie mówić po niemiecku.
W książce „O paniach z krainy szczęścia” autorstwa Hanny Muszyńskiej-Hoffmannowej okres młodzieńczy Michaliny został opisany w następujący sposób:

Nigdy w życiu nie udało mi się widzieć bardziej rozpieszczonego dziecka od córeczki Michasiów. Na swym rozkochanym ojcu dzieweczka ta dosłownie jeździła konno, a niemniej latoroślą zachwyconą matkę wodziła za nos. Nieznośna tedy Minia była jednocześnie bardzo ładną, bo kubek w kubek z aparycji Michała przypominającą. Aleksandryna, gdy bodaj na piątą rocznicę ślubu przyjechała do Arkadii (Michałostwo rok rocznie dzień 12 lipca spędzali w arkadyjskiej krainie szczęścia) narysowała w swoim szkicowniku córeczkę na grzbiecie czarnego łabędzia. Był to uroczy obrazek – zarówno w życiu, jak i na papierze... Bardzo jestem wdzięczna Aleksandrynie, że mnie właśnie ową utrwaloną graficznie scenkę ofiarowała.

W 1831 roku jej ojciec został zesłany w głąb Rosji do Jarosławia za udział w powstaniu listopadowym. W 1832 roku dołączyła do niego żona wraz z dziećmi. Michalina miała wówczas szesnaście lat. Warunki życia na zesłaniu zmieniły jej ojca, pełnego energii mężczyznę w starca, jakim powrócił do kraju w 1841 roku. W latach 1848–1850 Michalina wraz z matką zajmowała się schorowanym ojcem.
Będąc jeszcze kobietą niezamężną zbierała datki na rzecz Warszawskiego Towarzystwa Dobroczynności pod ramieniem hrabiny Aleksandry Potockiej z Wilanowa.
23 stycznia 1839 roku w Szpanowie (obecn. Ukraina), wyszła za mąż za Leona Rzyszczewskiego herbu Pobóg, z którym miała dwóch synów: Michała i Zygmunta.
W czasie, gdy Leon Rzyszczewski mieszkał w Paryżu od 1847 roku, jako osoba blisko związana z kręgiem politycznym Hotel Lambert (z którego ramienia często jeździł do Turynu), zamieszkała w Warszawie przy Krakowskim Przedmieściu 411 w pałacu Józefa Grodzickiego.
W 1852 roku kupiła majątek Żółwin, gdzie ok. 1857 roku wybudowano dla niej pałac według projektu architekta Józefa Bobińskiego. W 1862 roku sprzedała Żółwin Eustachemu Marylskiemu, właścicielowi wielkiego sąsiedniego majątku Książnice.
Zmarła 29 czerwca 1883 roku w Turynie. Została pochowana w Warszawie na cmentarzu Powązkowskim (kwatera 69-1-17,18).